# Campionati italiani estivi di nuoto 1924
I ventiduesimi campionati italiani assoluti di nuoto si sono svolti a Pesaro dove è stato allestito un "campo" a mare da 100 metri dal 15 al 16 agosto 1924.

## Podi

### Uomini
| Evento               | Oro               | Tempo    | Argento             | Tempo | Bronzo                         | Tempo |
| Stile libero         |                   |          |                     |       |                                |       |
| 100 m                | Emilio Polli      | -        |                     |       | Antonio Quarantotto            | -     |
| 400 m                | Renato Bacigalupo | 5'40"00  | Antonio Quarantotto | -     |                                |       |
| 1500 m               | Renato Bacigalupo | 23'26"80 |                     |       |                                |       |
| Dorso                |                   |          |                     |       |                                |       |
| 100 m                | Emilio Polli      | -        | Emerico Biach       | -     |                                |       |
| Rana                 |                   |          |                     |       |                                |       |
| 200 m                | Emerico Biach     | 3'14"80  |                     |       |                                |       |
| Staffette            |                   |          |                     |       |                                |       |
| 4x200 m stile libero | Renato Bacigalupo | -        |                     |       | Canottieri Milano Emilio Polli |       |

### Donne
| Evento       | Oro | Tempo | Argento | Tempo | Bronzo | Tempo |
| Stile libero |     |       |         |       |        |       |
| 100 m        | -   | -     |         |       |        |       |